# Remijia macrophylla
Remijia macrophylla är en måreväxtart som först beskrevs av Gustav Karl Wilhelm Hermann Karsten, och fick sitt nu gällande namn av George Bentham, Joseph Dalton Hooker och Friedrich August Flückiger. Remijia macrophylla ingår i släktet Remijia och familjen måreväxter.
Artens utbredningsområde är Colombia. Inga underarter finns listade i Catalogue of Life.